# Ана Марія Попеску
Ана Марія Попеску (рум. Ana Maria Popescu, 26 листопада 1984, до шлюбу Ана Марія Бринзе (рум. Ana Maria Brânză) — румунська фехтувальниця, олімпійська чемпіонка 2016 року в командній шпазі, дворазова срібна призерка Олімпійських ігор (2008 та 2020 роки) в індивідуальних змаганнях, дворазова чемпіонка світу та семиразова чемпіонка Європи.

## Виступи на Олімпіадах
| Олімпіада           | Дисципліна          | Місце |
| ------------------- | ------------------- | ----- |
| Афіни 2004          | індивідуальна шпага | 16    |
| Пекін 2008          | індивідуальна шпага | 2     |
| Лондон 2012         | індивідуальна шпага | 11    |
| Лондон 2012         | командна шпага      | 6     |
| Ріо-де-Жанейро 2016 | індивідуальна шпага | 9     |
| Ріо-де-Жанейро 2016 | командна шпага      | 1     |
| Токіо 2020          | індивідуальна шпага | 2     |